# 11970 Palitzsch
11970 Palitzsch è un asteroide della fascia principale. Scoperto nel 1994, presenta un'orbita caratterizzata da un semiasse maggiore pari a 3,0370178 au e da un'eccentricità di 0,0395621, inclinata di 4,17361° rispetto all'eclittica.
L'asteroide è dedicato all'astronomo tedesco Johann Georg Palitzsch.